# 손응린
손응린(孫應麟, 일본식 이름: 孫田應麟, 1886년 음력 6월 19일 ~ ?)은 일제강점기의 지방행정 관료이다.

## 생애
평안북도 강계군 출신이다. 대한제국 말기인 1908년에 군주사로 임명되어 관계에 들어섰다. 1909년에 평안북도 관찰도 주사로 승진했다가 이듬해 한일 병합 조약이 체결되면서 조선총독부 관리가 되었다.
조선총독부 도서기로 평안북도 도청에서 근무하다가 1921년에 총독부 군수로 승진하였다. 평안북도 운산군을 거쳐 구성군과 정구군 군수를 지냈으며, 1929년에 퇴관한 뒤 강계에서 양조업체와 목재업체를 운영하는 등 고향으로 돌아가 활동하였다. 관직 생활 중 고등관 4등에 올랐고, 정6위 훈6등에 서위되었다.
1931년에는 강계읍장으로 추대되었고, 평안북도 도회의원을 지내며 지역 유지로 활동했다. 1941년까지 강계읍장으로 재직 중이었던 것이 확인된다. 1935년에 총독부가 편찬한 《조선공로자명감》에 조선인 공로자 353명 중 한 명으로 수록되어 있다.
2008년 발표된 민족문제연구소의 친일인명사전 수록예정자 명단 중 관료 부문에 포함되었다.

## 참고자료
- 손응린(孫應麟) - 국사편찬위원회